# Maurice del Valle
Alfred Marie Maurice Napoléon François de Paule del Valle (né le 23 avril 1883 à Paris, mort le 13 septembre 1965 à Paris) est un joueur professionnel français de hockey sur glace.

## Carrière
Maurice del Valle fait toute sa carrière au Club des patineurs de Paris. Il est l'un des premiers joueurs de hockey sur glace en France en 1903. Il est champion de France avec le club seulement en 1912. Il est présent dans les matchs internationaux du club au début du XXe siècle, notamment la Coupe de Chamonix que le club remporte en 1910, 1912 et 1913, ainsi que le Tournoi international de Berlin 1910 en 1910. Il ne participe pas au championnat de 1924 à 1932.
Maurice del Valle fait partie de l'équipe de France une première fois au Championnat de la LIHG en 1912. Il participe aux Jeux olympiques de 1924 à Chamonix ; il est sélectionné pour remplacer Robert George, le gardien du Club des patineurs de Paris et de l'équipe de France, qui ne peut pas être aux Jeux Olympiques à cause de son origine suisse, et parce qu'il fournit l'équipement nécessaire. C'est la seule compétition internationale à laquelle il participe.
Il est membre du conseil de la LIHG entre 1932 et 1939.